# Chi Chút chít
Chi Chút chít, danh pháp khoa học: Rumex (L.), là một chi thực vật của khoảng 200 loài cây thân thảo sống một năm, hai năm và lâu năm trong họ rau răm (Polygonaceae).
Các loài trong chi này chủ yếu là các loại cây thân thảo sống lâu năm phổ biến, sinh trưởng tốt tại các vùng đất chua chủ yếu tại khu vực Bắc bán cầu, nhưng đã được du nhập gần như khắp mọi nơi.
Nhiều loài là các loại cỏ dại gây phiền toái (và đôi khi được gọi là cỏ chút chít), nhưng một số (đáng chú ý là chút chít Rumex acetosa) có lá ăn được, sử dụng trong các món xúp và xà lách.
Đây là các loại thực vật mọc thẳng với rễ cái dài. Các lá mọng nước và dày tạo thành cụm hình hoa thị tại gốc. Các lá sát gốc có thể khác với các lá ở gần cụm hoa. Chúng có thể có hoặc không có lá kèm. Các gân lá nhỏ. Các mép lá nhẵn hoặc có khía tai bèo.
Các hoa không dễ nhận thấy xuất hiện phía trên các lá và mọc thành cụm giống như một vòng xoắn. Chúng chủ yếu là hoa lưỡng tính, nhưng cũng có thể có chức năng hoặc là như hoa đực hoặc là như hoa cái. Hoa và hạt mọc trên các cụm dài ở trên đỉnh của thân chòi ra từ gốc. Mỗi hạt là một quả bế.
Các loài trong chi Rumex bị ấu trùng của một số loài Lepidoptera phá hại - xem Danh sách Lepidoptera phá Rumex.
Các loài trong chi này có một số công dụng. Chút chít lá rộng (Rumex obtusifolius) còn dược gọi là chút chít bơ do các lá rộng bản của nó đã được dùng để gói và bảo quản bơ. Phần lớn các loài đều chứa axít oxalic và tanin. Chúng có các tính chất làm se và tẩy nhẹ. Tại Vương quốc Anh, các lá giã nhỏ được dùng để làm giảm ngứa do va chạm phải lông của các loài cây tầm ma. Một điều đáng chú ý là các loài chút chít sống khá gần môi trường sinh sống của tầm ma  Lưu trữ ngày 29 tháng 3 năm 2006 tại Wayback Machine.

## Các loài
- Rumex acetosa: chút chít thông thường hay cây chút chít trồng trong vườn
  - Rumex acetosa phân loài acetosa
  - Rumex acetosa phân loài ambiguus - chút chít trồng trong vườn
  - Rumex acetosa phân loài arifolius - chút chít trồng trong vườn
  - Rumex acetosa phân loài hibernicus
  - Rumex acetosa phân loài hirtulus
  - Rumex acetosa phân loài vinealis
- Rumex acetosella - chút chít cừu, chút chít đồng, chút chít đỏ
  - Rumex acetosella phân loài acetosella
  - Rumex acetosella phân loài acetoselloides
  - Rumex acetosella phân loài multifidus
  - Rumex acetosella phân loài pyrenaicus - chút chít cừu hạt tròn
- Rumex x acutus - chút chít lá sắc
- Rumex albescens - chút chít Oahu
- Rumex x alexidis - chút chít Alex
- Rumex alpestris
- Rumex alpinus - đại hoàng thầy tu
- Rumex altissimus - chút chít lá đào, chút chít lá trơn
- Rumex angiocarpus
- Rumex aquaticus - chút chít miền tây
  - Rumex aquaticus phân loài aquaticus
  - Rumex aquaticus phân loài arcticus
  - Rumex aquaticus phân loài protractus
- Rumex aquaticus x longifolius
- Rumex aquitanicus
- Rumex arcticus (đồng nghĩa của Rumex aquaticus phân loài arcticus): chút chít vùng Bắc cực
- Rumex azoricus
- Rumex balcanicus
- Rumex beringensis - chút chít ven biển Bering
- Rumex brownei - chút chít Browne
- Rumex brownii - chút chít đầm lầy
- Rumex bucephalophorus - chút chít đỏ
  - Rumex bucephalophorus phân loài bucephalophorus
  - Rumex bucephalophorus phân loài aegaeus
  - Rumex bucephalophorus phân loài canariensis
  - Rumex bucephalophorus phân loài gallicus
  - Rumex bucephalophorus phân loài hispanicus
  - Rumex bucephalophorus thứ aegaeus
  - Rumex bucephalophorus thứ subaegaeus
- Rumex chrysocarpus - Amamastla
- Rumex confertus - chút chít châu Á
- Rumex x confusus
- Rumex conglomeratus - chút chít cụm
- Rumex costaricensis
- Rumex crispus - chút chít quăn, chút chít lá hẹp, chút chít chua, chút chít vàng
  - Rumex crispus phân loài crispus
  - Rumex crispus phân loài littoreus
  - Rumex crispus phân loài uliginosus
- Rumex crispus x confertus
- Rumex crispus x longifolius
- Rumex crispus x obtusifolius
- Rumex crispus x patientia
- Rumex crispus x pulcher
- Rumex cristatus: chút chít Hy Lạp
  - Rumex cristatus phân loài cristatus
  - Rumex cristatus phân loài kerneri
- Rumex crystallinus - chút chít lá bóng
- Rumex densiflorus - chút chít hoa dày
- Rumex dentatus - chút chít răng
  - Rumex dentatus phân loài dentatus
  - Rumex dentatus phân loài halacsyi
  - Rumex dentatus phân loài reticulatus
- Rumex diclinis
- Rumex digynus
- Rumex dimidiatus
- Rumex dimorphophyllus
- Rumex x dissimilis - chút chít
- Rumex x dobrogensis
- Rumex x dolosus
- Rumex dregeanus
- Rumex drobovii
- Rumex drummondii
- Rumex × dufftii
- Rumex dumosiformis
- Rumex dumosus - chút chít thô
  - Rumex dumosus thứ dumosus
- Rumex × dumulosus
- Rumex durispissimus
- Rumex ecklonianus
- Rumex ecuadoriensis
- Rumex elbrusensis
- Rumex ellenbeckii
- Rumex engelmanni
- Rumex ephedroides
- Rumex erosus
- Rumex x erubescens
- Rumex erythrocarpus
- Rumex esquirolii
- Rumex euxinus
- Rumex evenkiensis
- Rumex x exspectatus
- Rumex x fallacinus
- Rumex fascicularis
- Rumex fascilobus
  - Rumex fenestratus phân loài puberulus
- Rumex fimbriatus
- Rumex x finitimus
- Rumex flexicaulis
- Rumex flexuosiformis
- Rumex flexuosus
- Rumex foliosus
- Rumex fontano-paludosus
- Rumex foveolatus
- Rumex x franktonis - chút chít Frankton
- Rumex fraternus
- Rumex fringillimontanus
- Rumex frutescens - chút chít lá nêm
- Rumex fueginus
  - Rumex fueginus thứ brachythrix
  - Rumex fueginus thứ ovato-cordatus
  - Rumex fueginus thứ tanythrix
  - Rumex fueginus thứ typicus
- Rumex gamsii
- Rumex gangotrianus
- Rumex gieshueblensis
- Rumex giganteus - Pawale
- Rumex ginii
- Rumex gmelini
- Rumex gmelinii thứ latus
- Rumex gombae
- Rumex gracilescens
- Rumex gracilipes
- Rumex graminifolius - chút chít lá cỏ
- Rumex granulosus
- Rumex x griffithii
- Rumex x grintzescui
- Rumex gussonii
- Rumex x gusuleacii
- Rumex hadmocarpus
- Rumex halophilus
- Rumex hararensis
- Rumex hasslerianus
- Rumex hastatulus - chút chít Heartwing
- Rumex hastatus
- Rumex hayekii
- Rumex hazslinszkyanus
- Rumex x heimerlii
- Rumex hellenicus
- Rumex henrardi
- Rumex hesperius
- Rumex × heteranthos
- Rumex heterophylus
- Rumex hexagynus
- Rumex hippiatricus
- Rumex hirsutus
- Rumex horizontalis
- Rumex hoschedei
- Rumex hostilis
- Rumex hultenii
- Rumex hungaricus
- Rumex x hybridus
- Rumex hydrolapathum - chút chít nước loại lớn
- Rumex hymenosepalus - chút chít Canaigre
- Rumex x impurus
- Rumex inconspicuus
- Rumex integer
- Rumex integrifolia
- Rumex x intercedens
- Rumex intermedius
  - Rumex intermedius phân loài algarbiensis
  - Rumex intermedius phân loài lusitanicus
- Rumex interruptus
- Rumex x inundatus
- Rumex iseriensis
- Rumex jacutensis
- Rumex japonicus
- Rumex x johannis-moorei
- Rumex kamtshadalus
- Rumex kaschgaricus
- Rumex x kaschmirianus
- Rumex kerneri - chút chít Kerner
- Rumex khekii
- Rumex x khorasanicus
- Rumex x knafii
- Rumex komarovii
- Rumex krausei - chút chít Krause
- Rumex lachanus
- Rumex lacustris
- Rumex lanceolatus
- Rumex langloisii
- Rumex lanuginosus
- Rumex lapponicus
- Rumex lanuginosus
- Rumex latifolius
- Rumex lativalvis
- Rumex leptocaulis
- Rumex leptophyllus
- Rumex limoniastrum
- Rumex linearis
- Rumex x lingulatus
- Rumex litoralis
- Rumex lonaczewskii
- Rumex longifolius - chút chít Dooryard
  - Rumex longifolius thứ nanus
- Rumex longisetus
- Rumex lorentzianus
- Rumex x lousleyi
- Rumex ludovicianus
- Rumex lugdunensis
- Rumex lunaria
- Rumex luxurians
- Rumex x lycheanus
- Rumex maderensis
- Rumex magellanicus
  - Rumex magellanicus thứ donatii
  - Rumex magellanicus thứ dusenii
- Rumex maritimus - chút chít vàng, chút chít lá cứng
- Rumex marschallianus
- Rumex maximus
- Rumex megalophyllus
- Rumex meyeri
- Rumex × mezei
- Rumex microcarpus
- Rumex microdon
- Rumex x mirabilis
- Rumex mixtus
- Rumex moedlingensis
- Rumex x monistrolensis
- Rumex montanus
- Rumex monticola
- Rumex muelleri
- Rumex x munshii
- Rumex muretii
- Rumex muricatus
- Rumex x nankingensis
- Rumex natalensis
- Rumex neglectus
- Rumex nematopodus - chút chít Arizona
- Rumex nemorosus
- Rumex nepalensis
- Rumex nervosus
- Rumex nevadensis
- Rumex nigricans
- Rumex nikkoensis
- Rumex nivalis
- Rumex oblongifolius
- Rumex obovatus - chút chít nhiệt đới
- Rumex obtusifolius - chút chít lá rộng, chút chít đắng, chút chít lá cùn
- Rumex obtusifolius phân loài obtusifolius
- Rumex occidentalis
  - Rumex occidentalis thứ perplexus
- Rumex occultans
- Rumex ochotensis
- Rumex orbiculatus - chút chít nước loại lớn
- Rumex orientalis
- Rumex orthoneurus - chút chít núi Chiricahua
- Rumex x oryzetorum
- Rumex osswaldii
- Rumex oxysepalus
- Rumex x pakistanicus
- Rumex pallidus - chút chít ven biển
- Rumex x palustroides
- Rumex pamiricus
- Rumex x pannonicus
- Rumex papilio
- Rumex paraguayensis - chút chít Paraguay
- Rumex patagonicus
- Rumex patientia - đại hoàng thầy tu
- Rumex paucifolius - chút chít bãi cỏ, chút chít cừu, chút chít ít lá
- Rumex peisonis
- Rumex peregrinus
- Rumex persicaris
- Rumex peruanus
- Rumex pictus
- Rumex pilatensis
- Rumex planivalvis
- Rumex polycarpus
- Rumex polygamus
- Rumex polyklonos
- Rumex polyrrhizus
- Rumex ponticus
- Rumex popovii
- Rumex praecox
- Rumex pratensis
- Rumex procerus
- Rumex x promiscuus
- Rumex x propinquus
- Rumex protractus
- Rumex pseudonatronatus - chút chít đồng
- Rumex x pseudopulcher
- Rumex pseudoscutatus
- Rumex pseudoxyria
- Rumex pulcher
  - Rumex pulcher phân loài divaricatus
  - Rumex pulcher phân loài pulcher
  - Rumex pulcher phân loài woodsii
- Rumex quarrei
- Rumex raulini
- Rumex rechingerianus
- Rumex rectinervius
- Rumex recurvatus
- Rumex x rhaeticus
- Rumex rhodesius
- Rumex x romanicus
- Rumex romassa
- Rumex x rosemurphyae
- Rumex roseus
- Rumex rossicus
- Rumex rothschildianus
- Rumex rugosus (đồng nghĩa của Rumex acetosa) - chút chít lá nhăn
- Rumex rothschildianus
- Rumex ruwenzoriensis
- Rumex sagittatus - chút chít leo
- Rumex x sagorski
- Rumex salicetorum
- Rumex salicifolius - chút chít lá liễu
  - Rumex salicifolius phân loài angustivalvis
  - Rumex salicifolius thứ denticulatus
  - Rumex salicifolius f. escallosus
  - Rumex salicifolius phân loài montigenitus
  - Rumex salicifolius thứ nudivalvis
  - Rumex salicifolius thứ oreolapathum - chút chít lá liễu
  - Rumex salicifolius thứ triangularis
  - Rumex salicifolius thứ trigranis
- Rumex salinus
- Rumex samuelssoni
- Rumex sanguineus - chút chít gân đỏ
- Rumex sanninensis
- Rumex schimperi
- Rumex schischkinii
- Rumex x schmidtii
- Rumex x schreberi
- Rumex x schultzei
- Rumex scutatus - chút chít Pháp, chút chít lá hình khiên
  - Rumex scutatus phân loài gallaecicus
- Rumex sellowianus
- Rumex semigraecus
- Rumex shultzii
- Rumex sibiricus - chút chít Siberi
- Rumex similans
- Rumex x similatus
- Rumex simonkaianus
- Rumex simpliciflorus
- Rumex sinuatus
- Rumex x skofitzi
- Rumex skottsbergii - chút chít Lava
- Rumex songaricus
- Rumex x sorkhabadensis
- Rumex spathulatus
- Rumex spiralis - chút chít có cánh
- Rumex spurius
- Rumex stenoglottis
- Rumex x stenophylloides
- Rumex stenophyllus (đồng nghĩa của Rumex acetosa) - chút chít lá hẹp
- Rumex subalpinus - chút chít chân núi Alp
- Rumex subarcticus
- Rumex x subdubius
- Rumex subrotundus
- Rumex subtrilobus
- Rumex subvirescens
- Rumex suffruticosus
- Rumex suzukianus
- Rumex sylvaticus
- Rumex sylvestris
- Rumex x talaricus
- Rumex tenax
- Rumex tenellus
- Rumex thyrsoides
- Rumex tianschanicus
- Rumex tibeticus
- Rumex tingitanus
- Rumex tmoleus
- Rumex toepffieri
- Rumex tolimensis
- Rumex tomentellus
- Rumex × transbaicalicus
- Rumex triangularis
- Rumex triangulivalvis
- Rumex trifidus
- Rumex trinervius
- Rumex tuberosus
- Rumex tunetanus
- Rumex turcestanicus
- Rumex ucranicus
- Rumex x ujskensis
- Rumex x uludaghensis
- Rumex uncinulatus
- Rumex undulatus
- Rumex ursinus
- Rumex uruguayensis
- Rumex ussuriensis
- Rumex usticanus
- Rumex utahensis
- Rumex venosus - chút chít gân
- Rumex verrietianus
- Rumex verticillatus - chút chít đầm lầy
- Rumex vesceritensis
- Rumex vesicarius
- Rumex violascens - chút chít hoa tím
- Rumex wachteri
- Rumex x weberi
- Rumex × wildtianus
- Rumex woodii
- Rumex woodsii
- Rumex x wrightii
- Rumex × xenogenus
- Rumex yezoensis
- Rumex yungningensis
- Rumex zsakii